# Lars Degerman
Lars Degerman, född 20 april 1963, är internationell mästare i schack från Stockholm. Han vann svenska mästerskapet åren 1995 och 1997. Under perioden januari 2000 till juli 2001 var Degermans Elo-rating 2503, vilket är hans hittills starkaste resultat. Han är utbildad civilingenjör i maskinteknik vid Kungliga Tekniska högskolan. Han jobbar vid Uppsala universitet som universitetsadjunkt och är programansvarig för högskoleingenjörsprogrammet i maskinteknik.
På senare år har han till stora delar övergivit schack till förmån för ett annat brädspel, backgammon, och var ordförande i Svenska Backgammonförbundet under åren 2006–2012, innan han efterträddes av Oscar Carlsson.